# Clemens Pickel
Clemens Pickel (ur. 17 sierpnia 1961 w Colditz) – niemiecki duchowny katolicki, biskup Saratowa.

## Życiorys
Święceń kapłańskich, udzielił mu 23 marca 1988 bp Joachim Reinelt. Po święceniach pracował dwa lata w parafii Kamenz.
W 1990 otrzymał zgodę na wyjazd do krajów byłego ZSRR. W latach 1990–1991 pracował w Tadżykistanie. W 1991 został proboszczem w mieście Marks nad Wołgą, gdzie zastąpił ks. Josepha Wertha mianowanego biskupem.

## Episkopat
23 marca 1998 został mianowany biskupem pomocniczym Administratury Apostolskiej Europejskiej Części Rosji oraz biskupem tytularnym Chusira. Sakry biskupiej udzielił mu abp John Bukovsky.
23 listopada 1999 został mianowany administratorem apostolskim Południowej Części Rosji Europejskiej.
Decyzją Jana Pawła II 11 lutego 2002 utworzono Diecezję Świętego Klemensa w Saratowie, której został pierwszym ordynariuszem. W latach 2011–2017 był wiceprzewodniczącym Katolickiej Konferencji Episkopatu Rosji. W 2017 został wybrany na przewodniczącego Katolickiej Konferencji Episkopatu Rosji.